# Copa São Paulo de Futebol Júnior de 1991
A Copa São Paulo de Futebol Júnior de 1991 foi a 22ª edição da competição. A famosa "copinha" é a maior competição de juniores do Brasil, e é disputada por clubes de todo o país. Ministrada em conjunto pela Federação Paulista de Futebol e a Secretaria Municipal de Esportes, foi disputada entre os dias 5 e 26 de janeiro.
O campeão nesta oportunidade, foi a Portuguesa, conquistando a taça pela primeira vez, após vencer o Grêmio, na final, por 4 a 0. Na época, a campanha da Portuguesa foi a melhor da história da Copa São Paulo, com 9 vitórias em 9 jogos, e um saldo de 25 gols, com 32 marcados e 7 sofridos.

## Regulamento
A Competição será disputada em 4 fases: primeira fase, segunda fase, semifinal e final. Participaram da primeira fase um total de 40 clubes, divididos em 8 grupos, portanto de A a H.
Na  primeira fase, os clubes jogaram entre si, dentro do grupo em turno único, classificando-se para a segunda fase, os dois melhores clubes que obtiveram o maior número de pontos ganhos nos respectivos grupos.
Na segunda fase, os 16 clubes classificados, foram divididos em 4 grupos (portanto, de 1 a 4). Estes clubes jogaram entre si, dentro do grupo em turno único, classificando-se para a semi-final, o melhor clube que obteve o maior número de pontos ganhos nos respectivos grupos.
Ao término da primeira fase e da segunda fase, em eventual igualdade de pontos ganhos entre dois ou mais clubes, aplicou-se, sucessivamente, os seguintes critérios:
- Confronto direto (somente no empate entre dois clubes)
- Maior n° de vitórias por 3 ou mais gols
- Maior número de vitórias
- Maior saldo de gols
- Maior número de gols marcados
- Sorteio

Nesta edição, manteve-se o sistema de pontuação da Copa SP de 1990:
- As vitórias com 3 ou mais gols, passaram a valer 3 pontos
- As vitórias com 2 ou menos gols, passaram a valer 2 pontos
- Os empates com gols, passaram a valer 1 ponto
- Os empates sem gols, passaram a ter disputa de pênaltis, com o vencedor recebendo 1 ponto e o perdedor nenhum ponto
- As derrotas continuaram a não somar pontos.

## Equipes participantes
Estas são as 40 equipes que participaram desta edição:
| Estado             | Equipe                                     |                | Estado                | Equipe |
| ------------------ | ------------------------------------------ | -------------- | --------------------- | ------ |
| Amapá              | Associação dos Vigienses Atlético Londrina | Santa Catarina | Criciúma EC           |        |
| Amazonas           | Nacional FC                                | São Paulo      | CA Bragantino         |        |
| Bahia              | EC Bahia                                   | São Paulo      | SC Corinthians P      |        |
| Distrito Federal   | CR Guará                                   | São Paulo      | Fernandópolis FC      |        |
| Espírito Santo     | Ibiraçu EC                                 | São Paulo      | AA Inter de Limeira   |        |
| Goiás              | Goiás EC                                   | São Paulo      | CA Juventus           |        |
| Maranhão           | Moto Club                                  | São Paulo      | Monte Negro FC        |        |
| Mato Grosso        | Mixto EC                                   | São Paulo      | Nacional AC           |        |
| Mato Grosso do Sul | EC Comercial                               | São Paulo      | EC Noroeste           |        |
| Minas Gerais       | C Atlético Mineiro                         | São Paulo      | GE Novorizontino      |        |
| Minas Gerais       | Valeriodoce EC                             | São Paulo      | SE Palmeiras          |        |
| Pará               | Tuna Luso B                                | São Paulo      | A Portuguesa D        |        |
| Paraná             | SE Matsubara                               | São Paulo      | EC Santo André        |        |
| Paraná             | Paraná C                                   | São Paulo      | Santos FC             |        |
| Pernambuco         | Santa Cruz FC                              | São Paulo      | EC São Bernardo       |        |
| Rio de Janeiro     | América FC                                 | São Paulo      | São Paulo FC          |        |
| Rio de Janeiro     | CR Flamengo                                | São Paulo      | União São João EC     |        |
| Rio Grande do Sul  | Grêmio FPA                                 | São Paulo      | EC XV de Jaú N        |        |
| Rio Grande do Sul  | SC Internacional                           | São Paulo      | EC XV de Piracicaba N |        |
| Rondônia           | CR Flamengo-RO                             | Sergipe        | CE Sergipe            |        |

## Primeira fase

### Grupo A Fernandópolis/Novo Horizonte
| Time             | Pts | J | V (3/2) | E (S/N) | D | GP | GS | SG |
| ---------------- | --- | - | ------- | ------- | - | -- | -- | -- |
| GE Novorizontino | 8   | 4 | 3 (1/2) | 1 (1/0) | 0 | 9  | 3  | +6 |
| Goiás            | 6   | 4 | 2 (0/2) | 2 (2/0) | 0 | 5  | 2  | +3 |
| Comercial-MS     | 4   | 4 | 1 (0/1) | 2 (2/0) | 1 | 4  | 3  | -1 |
| Monte Negro      | 1   | 4 | 0       | 2 (1/1) | 2 | 0  | 5  | -5 |
| Fernandópolis    | 0   | 4 | 0       | 1 (0/1) | 3 | 1  | 6  | -5 |

| 6 de janeiro | GE Novorizontino | 1 – 1 | Goiás | Jorge Ismael |
| 11h          |                  |       |       |              |

| 6 de janeiro | Comercial-MS | 0 – 0 | Monte Negro | Claúdio Rodante |
| 11h30        |              |       |             |                 |

|  |       | Penalidades |
|  | 5 – 4 |             |

| 8 de janeiro | Comercial-MS | 1 – 1 | Goiás | Jorge Ismael |
| 11h          |              |       |       |              |

| 8 de janeiro | Monte Negro | 0 – 0 | Fernandópolis | Claúdio Rodante |
| 11h          |             |       |               |                 |

|  |       | Penalidades |
|  | 5 – 3 |             |

| 10 de janeiro | Goiás | 1 – 0 | Monte Negro | Claúdio Rodante |
| 11h           |       |       |             |                 |

| 10 de janeiro | GE Novorizontino | 2 – 1 | Fernandópolis | Jorge Ismael |
| 16h           |                  |       |               |              |

| 12 de janeiro | Goiás | 2 – 0 | Fernandópolis | Claúdio Rodante |
| 15h30         |       |       |               |                 |

| 12 de janeiro | GE Novorizontino | 2 – 1 | Comercial-MS | Jorge Ismael |
| 16h           |                  |       |              |              |

| 14 de janeiro | Comercial-MS | 2 – 0 | Fernandópolis | Claúdio Rodante |
| 11h30         |              |       |               |                 |

| 14 de janeiro | GE Novorizontino | 4 – 0 | Monte Negro | Jorge Ismael |
| 11h30         |                  |       |             |              |

### Grupo B Bauru/Jaú
| Time             | Pts | J | V (3/2) | E (S/N) | D | GP | GS | SG |
| ---------------- | --- | - | ------- | ------- | - | -- | -- | -- |
| Noroeste         | 8   | 4 | 4 (0/4) | 0       | 0 | 6  | 0  | +6 |
| Atlético Mineiro | 7   | 4 | 3 (1/2) | 0       | 1 | 6  | 3  | +3 |
| XV de Jaú        | 4   | 4 | 2 (0/2) | 0       | 2 | 3  | 3  | 0  |
| Santa Cruz       | 2   | 4 | 1 (0/1) | 0       | 3 | 4  | 7  | -3 |
| Moto Club        | 0   | 4 | 0       | 0       | 4 | 2  | 8  | -6 |

| 6 de janeiro | Atlético Mineiro | 1 – 0 | XV de Jaú | Alfredo de Castilho |
| 11h          |                  |       |           |                     |

| 6 de janeiro | Noroeste | 2 – 0 | Santa Cruz | Alfredo Castilho |
| 13h30        |          |       |            |                  |

| 9 de janeiro | XV de Jaú | 1 – 0 | Santa Cruz | Zezinho Magalhães |
| 11h          |           |       |            |                   |

| 9 de janeiro | Noroeste | 2 – 0 | Moto Club | Alfredo Castilho |
| 11h15        |          |       |           |                  |

| 11 de janeiro | Atlético Mineiro | 3 – 2 | Santa Cruz | Zezinho Magalhães |
| 15h40         |                  |       |            |                   |

| 11 de janeiro | XV de Jaú | 2 – 1 | Moto Club | Alfredo Castilho |
| 15h45         |           |       |           |                  |

| 13 de janeiro | Atlético Mineiro | 2 – 0 | Moto Club | Zezinho Magalhães |
| 14h           |                  |       |           |                   |

| 13 de janeiro | Noroeste | 1 – 0 | XV de Jaú | Zezinho Magalhães |
| 16h30         |          |       |           |                   |

| 15 de janeiro | Santa Cruz | 2 – 1 | Moto Club | Zezinho Magalhães |
| 14h           |            |       |           |                   |

| 15 de janeiro | Noroeste | 1 – 0 | Atlético Mineiro | Alfredo Castilho |
| 14h           |          |       |                  |                  |

### Grupo C Limeira
| Time             | Pts | J | V (3/2) | E (S/N) | D | GP | GS | SG |
| ---------------- | --- | - | ------- | ------- | - | -- | -- | -- |
| Matsubara        | 8   | 4 | 3 (2/1) | 0       | 1 | 8  | 4  | +4 |
| Inter de Limeira | 6   | 4 | 2 (2/0) | 1 (1/0) | 1 | 6  | 3  | +3 |
| XV de Piracicaba | 6   | 4 | 3 (0/3) | 0       | 1 | 6  | 4  | +2 |
| Internacional    | 4   | 4 | 1 (0/1) | 1 (1/0) | 2 | 6  | 7  | -1 |
| Tuna Luso        | 0   | 4 | 0       | 0       | 4 | 2  | 10 | -8 |

| 7 de janeiro | XV de Piracicaba | 2 – 1 | Internacional | Limeirão |
| 17h          |                  |       |               |          |

| 7 de janeiro | Inter de Limeira | 3 – 0 | Tuna Luso | Limeirão |
| 19h          |                  |       |           |          |

| 9 de janeiro | XV de Piracicaba | 1 – 0 | Tuna Luso | Limeirão |
| 16h30        |                  |       |           |          |

| 9 de janeiro | Matsubara | 1 – 0 | Inter de Limeira | Limeirão |
| 18h30        |           |       |                  |          |

| 11 de janeiro | Internacional | 3 – 1 | Tuna Luso | Limeirão |
| 16h           |               |       |           |          |

| 11 de janeiro | XV de Piracicaba | 2 – 1 | Matsubara | Limeirão |
| 18h           |                  |       |           |          |

| 13 de janeiro | Matsubara | 3 – 1 | Internacional | Limeirão |
| 15h           |           |       |               |          |

| 13 de janeiro | Inter de Limeira | 2 – 1 | XV de Piracicaba | Limeirão |
| 19h15         |                  |       |                  |          |

| 15 de janeiro | Matsubara | 3 – 1 | Tuna Luso | Limeirão |
| 18h30         |           |       |           |          |

| 15 de janeiro | Inter de Limeira | 1 – 1 | Internacional | Limeirão |
| 20h30         |                  |       |               |          |

### Grupo D Araras/Ribeirão Preto
| Time           | Pts | J | V (3/2) | E (S/N) | D | GP | GS | SG  |
| -------------- | --- | - | ------- | ------- | - | -- | -- | --- |
| União São João | 9   | 4 | 4 (1/3) | 0       | 0 | 10 | 2  | +8  |
| Grêmio         | 7   | 4 | 3 (1/2) | 0       | 1 | 9  | 4  | +5  |
| Palmeiras      | 6   | 4 | 2 (2/0) | 0       | 2 | 7  | 5  | +2  |
| Mixto          | 3   | 4 | 1 (1/0) | 0       | 3 | 7  | 8  | -1  |
| Londrina-AP    | 0   | 4 | 0       | 0       | 4 | 3  | 17 | -14 |

| 6 de janeiro | Palmeiras | 3 – 2 | Mixto | Palma Travassos |
| 17h30        |           |       |       |                 |

| 6 de janeiro | União São João | 6 – 1 | Londrina-AP | Hermínio Ometto |
| 18h          |                |       |             |                 |

| 8 de janeiro | Mixto | 3 – 1 | Londrina-AP | Hermínio Ometto |
| 11h30        |       |       |             |                 |

| 8 de janeiro | União São João | 1 – 0 | Grêmio | Hermínio Ometto |
| 14h          |                |       |        |                 |

| 10 de janeiro | Grêmio | 2 – 1 | Mixto | Palma Travassos |
| 15h           |        |       |       |                 |

| 10 de janeiro | Palmeiras | 3 – 0 | Londrina-AP | Palma Travassos |
| 19h30         |           |       |             |                 |

| 12 de janeiro | Grêmio | 5 – 1 | Londrina-AP | Palma Travassos |
| 14h           |        |       |             |                 |

| 12 de janeiro | União São João | 1 – 0 | Palmeiras | Hermínio Ometto |
| 16h30         |                |       |           |                 |

| 14 de janeiro | Grêmio | 2 – 1 | Palmeiras | Palma Travassos |
| 16h           |        |       |           |                 |

| 14 de janeiro | União São João | 2 – 1 | Mixto | Hermínio Ometto |
| 16h           |                |       |       |                 |

### Grupo E Atibaia/São José dos Campos/Suzano
| Time        | Pts | J | V (3/2) | E (S/N) | D | GP | GS | SG |
| ----------- | --- | - | ------- | ------- | - | -- | -- | -- |
| Nacional-SP | 6   | 4 | 3 (0/3) | 0       | 1 | 5  | 2  | +3 |
| Bahia       | 5   | 4 | 1 (1/0) | 2 (2/0) | 1 | 4  | 2  | +2 |
| Bragantino  | 5   | 4 | 2 (0/2) | 2 (1/1) | 0 | 4  | 1  | +3 |
| Guará       | 2   | 4 | 0       | 2 (2/0) | 2 | 1  | 6  | -5 |
| Paraná      | 1   | 4 | 0       | 2 (1/1) | 2 | 2  | 5  | -3 |

| 6 de janeiro | Guará | 0 – 0 | Bragantino | Salvador Russani |
| 09h          |       |       |            |                  |

|  |       | Penalidades |
|  | 5 – 4 |             |

| 6 de janeiro | Bahia | 0 – 0 | Paraná | Martins Pereira |
| 11h          |       |       |        |                 |

|  |       | Penalidades |
|  | 7 – 6 |             |

| 9 de janeiro | Bahia | 3 – 0 | Guará | Suzanão |
| 09h          |       |       |       |         |

| 9 de janeiro | Bragantino | 1 – 0 | Nacional-SP | Salvador Russani |
| 11h          |            |       |             |                  |

| 11 de janeiro | Paraná | 1 – 1 | Guará | Suzanão |
| 15h           |        |       |       |         |

| 11 de janeiro | Nacional-SP | 1 – 0 | Bahia | Martins Pereira |
| 16h           |             |       |       |                 |

| 13 de janeiro | Bahia | 1 – 1 | Bragantino | Salvador Russani |
| 11h           |       |       |            |                  |

| 13 de janeiro | Nacional-SP | 2 – 1 | Paraná | Suzanão |
| 16h           |             |       |        |         |

| 15 de janeiro | Nacional-SP | 2 – 0 | Guará | Martins Pereira |
| 11h           |             |       |       |                 |

| 15 de janeiro | Bragantino | 2 – 0 | Paraná | Salvador Russani |
| 11h           |            |       |        |                  |

### Grupo F São Bernardo do Campo
| Time         | Pts | J | V (3/2) | E (S/N) | D | GP | GS | SG |
| ------------ | --- | - | ------- | ------- | - | -- | -- | -- |
| São Bernardo | 8   | 4 | 3 (1/2) | 1 (1/0) | 0 | 7  | 4  | +3 |
| Flamengo     | 5   | 4 | 1 (1/0) | 2 (2/0) | 1 | 7  | 5  | +2 |
| Criciúma     | 3   | 4 | 0       | 3 (3/0) | 1 | 5  | 6  | -1 |
| Nacional-AM  | 3   | 4 | 0       | 3 (3/0) | 1 | 6  | 8  | -2 |
| Santos       | 2   | 4 | 1 (0/1) | 1 (0/1) | 2 | 5  | 7  | -2 |

| 6 de janeiro | Criciúma | 0 – 0 | Santos | 1 de Maio |
| 13h          |          |       |        |           |

|  |       | Penalidades |
|  | 5 – 4 |             |

| 6 de janeiro | São Bernardo | 1 – 1 | Nacional-AM | 1 de maio |
| 15h15        |              |       |             |           |

| 8 de janeiro | Flamengo | 2 – 2 | Nacional-AM | 1 de Maio |
| 08h30        |          |       |             |           |

| 8 de janeiro | São Bernardo | 3 – 2 | Santos | 1 de Maio |
| 11h          |              |       |        |           |

| 10 de janeiro | Santos | 2 – 0 | Nacional-AM | 1 de Maio |
| 11h           |        |       |             |           |

| 10 de janeiro | Flamengo | 1 – 1 | Criciúma | 1 de Maio |
| 16h           |          |       |          |           |

| 12 de janeiro | Criciúma | 3 – 3 | Nacional-AM | 1 de Maio |
| 15h           |          |       |             |           |

| 12 de janeiro | São Bernardo | 1 – 0 | Flamengo | 1 de Maio |
| 17h30         |              |       |          |           |

| 14 de janeiro | Flamengo | 4 – 1 | Santos | 1 de Maio |
| 16h           |          |       |        |           |

| 14 de janeiro | São Bernardo | 2 – 1 | Criciúma | 1 de Maio |
| 18h30         |              |       |          |           |

### Grupo G Santo André/São Paulo
| Time        | Pts | J | V (3/2) | E (S/N) | D | GP | GS | SG |
| ----------- | --- | - | ------- | ------- | - | -- | -- | -- |
| Corinthians | 6   | 4 | 1 (1/0) | 3 (3/0) | 0 | 7  | 5  | +2 |
| Santo André | 5   | 4 | 2 (0/2) | 2 (1/1) | 0 | 5  | 2  | +3 |
| Valeriodoce | 5   | 4 | 2 (0/2) | 1 (1/0) | 1 | 5  | 4  | +1 |
| Ibiraçu     | 3   | 4 | 1 (0/1) | 1 (1/0) | 2 | 2  | 5  | -3 |
| Juventus-SP | 1   | 4 | 0       | 1 (1/0) | 3 | 4  | 7  | -3 |

| 6 de janeiro | Corinthians | 2 – 2 | Juventus-SP | Javari |
| 11h          |             |       |             |        |

| 6 de janeiro | Ibiraçu | 0 – 0 | Santo André | Brunão |
| 13h30        |         |       |             |        |

|  |       | Penalidades |
|  | 4 – 2 |             |

| 9 de janeiro | Valeriodoce | 2 – 1 | Juventus-SP | Javari |
| 11h          |             |       |             |        |

| 9 de janeiro | Corinthians | 3 – 1 | Ibiraçu | Javari |
| 14h          |             |       |         |        |

| 11 de janeiro | Ibiraçu | 1 – 0 | Juventus-SP | Javari |
| 13h           |         |       |             |        |

| 11 de janeiro | Santo André | 2 – 0 | Valeriodoce | Brunão |
| 13h45         |             |       |             |        |

| 13 de janeiro | Valeriodoce | 2 – 0 | Ibiraçu | Brunão |
| 11h           |             |       |         |        |

| 13 de janeiro | Corinthians | 1 – 1 | Santo André | Brunão |
| 22h           |             |       |             |        |

| 15 de janeiro | Corinthians | 1 – 1 | Valeriodoce | Brunão |
| 14h           |             |       |             |        |

| 15 de janeiro | Santo André | 2 – 1 | Juventus-SP | Javari |
| 14h           |             |       |             |        |

### Grupo H São Paulo
| Time        | Pts | J | V (3/2) | E (S/N) | D | GP | GS | SG  |
| ----------- | --- | - | ------- | ------- | - | -- | -- | --- |
| Portuguesa  | 10  | 4 | 4 (2/2) | 0       | 0 | 17 | 4  | +11 |
| São Paulo   | 9   | 4 | 3 (3/0) | 0       | 1 | 13 | 3  | +10 |
| America     | 4   | 4 | 1 (1/0) | 1 (1/0) | 2 | 7  | 11 | -4  |
| Flamengo-RO | 3   | 4 | 1 (1/0) | 0       | 3 | 8  | 12 | -4  |
| Sergipe     | 1   | 4 | 0       | 1 (1/0) | 3 | 4  | 19 | -15 |

| 5 de janeiro | Portuguesa | 2 – 1 | America | Canindé |
| 11h45        |            |       |         |         |

| 6 de janeiro | São Paulo | 3 – 1 | Flamengo-RO | Nicolau Alayon |
| 21h45        |           |       |             |                |

| 8 de janeiro | São Paulo | 6 – 0 | Sergipe | Nicolau Alayon |
| 16h          |           |       |         |                |

| 8 de janeiro | Portuguesa | 5 – 1 | Flamengo-RO | Canindé |
| 18h          |            |       |             |         |

| 10 de janeiro | São Paulo | 4 – 0 | America | Nicolau Alayon |
| 18h30         |           |       |         |                |

| 10 de janeiro | Flamengo-RO | 3 – 0 | Sergipe | Canindé |
| 18h30         |             |       |         |         |

| 12 de janeiro | America | 4 – 3 | Flamengo-RO | Nicolau Alayon |
| 10h           |         |       |             |                |

| 12 de janeiro | Portuguesa | 8 – 2 | Sergipe | Canindé |
| 11h30         |            |       |         |         |

| 14 de janeiro | America | 2 – 2 | Sergipe | Nicolau Alayon |
| 20h30         |         |       |         |                |

| 14 de janeiro | Portuguesa | 2 – 0 | São Paulo | Canindé |
| 20h30         |            |       |           |         |

## Segunda fase

### Grupo 1 Novo Horizonte
| Time             | Pts | J | V (3/2) | E (S/N) | D | GP | GS | SG |
| ---------------- | --- | - | ------- | ------- | - | -- | -- | -- |
| Grêmio           | 6   | 3 | 2 (1/1) | 1 (1/0) | 0 | 7  | 4  | +3 |
| Atlético Mineiro | 4   | 3 | 1 (1/0) | 1 (1/0) | 1 | 7  | 3  | +4 |
| Matsubara        | 2   | 3 | 1 (0/1) | 0       | 2 | 2  | 3  | -1 |
| GE Novorizontino | 2   | 3 | 1 (0/1) | 0       | 2 | 2  | 8  | -6 |

| 17 de janeiro | Matsubara | 1 – 0 | Atlético Mineiro | Jorge Ismael |
| 11h           |           |       |                  |              |

| 17 de janeiro | Grêmio | 3 – 1 | GE Novorizontino | Jorge Ismael |
| 15h30         |        |       |                  |              |

| 19 de janeiro | Grêmio | 2 – 1 | Matsubara | Jorge Ismael |
| 18h           |        |       |           |              |

| 19 de janeiro | Atlético Mineiro | 5 – 0 | GE Novorizontino | Jorge Ismael |
| 20h10         |                  |       |                  |              |

| 21 de janeiro | Grêmio | 2 – 2 | Atlético Mineiro | Jorge Ismael |
| 11h           |        |       |                  |              |

| 21 de janeiro | GE Novorizontino | 1 – 0 | Matsubara | Jorge Ismael |
| 13h30         |                  |       |           |              |

### Grupo 2 Bauru/Limeira/Araras
| Time             | Pts | J | V (3/2) | E (S/N) | D | GP | GS | SG |
| ---------------- | --- | - | ------- | ------- | - | -- | -- | -- |
| Goiás            | 6   | 3 | 2 (1/1) | 1 (1/0) | 0 | 8  | 4  | +4 |
| Noroeste         | 3   | 3 | 1 (0/1) | 1 (1/0) | 1 | 5  | 5  | 0  |
| União São João   | 3   | 3 | 1 (0/1) | 1 (1/0) | 1 | 3  | 3  | 0  |
| Inter de Limeira | 1   | 3 | 0       | 1 (1/0) | 2 | 4  | 8  | -4 |

| 18 de janeiro | Goiás | 2 – 1 | Noroeste | Alfredo de Castilho |
| 14h30         |       |       |          |                     |

| 18 de janeiro | União São João | 1 – 0 | Inter de Limeira | Hermínio Ometto |
| 16h           |                |       |                  |                 |

| 20 de janeiro | Goiás | 4 – 1 | Inter de Limeira | Limeirão |
| 12h           |       |       |                  |          |

| 20 de janeiro | Noroeste | 1 – 0 | União São João | Alfredo Castilho |
| 17h30         |          |       |                |                  |

| 22 de janeiro | Noroeste | 3 – 3 | Inter de Limeira | Limeirão |
| 16h           |          |       |                  |          |

| 22 de janeiro | Goiás | 2 – 2 | União São João | Hermínio Ometto |
| 16h           |       |       |                |                 |

### Grupo 3 São Paulo/Santo André/Ribeirão Preto
| Time        | Pts | J | V (3/2) | E (S/N) | D | GP | GS | SG |
| ----------- | --- | - | ------- | ------- | - | -- | -- | -- |
| São Paulo   | 5   | 3 | 2 (0/2) | 1 (1/0) | 0 | 4  | 2  | +2 |
| Nacional-SP | 4   | 3 | 1 (0/1) | 2 (2/0) | 0 | 3  | 2  | +1 |
| Corinthians | 2   | 3 | 1 (0/1) | 1 (0/1) | 1 | 3  | 2  | +1 |
| Flamengo    | 0   | 3 | 0       | 0       | 3 | 1  | 5  | -4 |

| 18 de janeiro | São Paulo | 1 – 0 | Flamengo | Palma Travassos |
| 15h           |           |       |          |                 |

| 18 de janeiro | Nacional-SP | 0 – 0 | Corinthians | Nicolau Alayon |
| 17h30         |             |       |             |                |

|  |       | Penalidades |
|  | 3 – 2 |             |

| 20 de janeiro | Corinthians | 2 – 0 | Flamengo | Brunão |
| 16h           |             |       |          |        |

| 20 de janeiro | São Paulo | 1 – 1 | Nacional-SP | Pacaembu                      |
|               | Maurício  |       | Nega        | Árbitro: Rodolfo Vitório Sica |

| 22 de janeiro | Nacional-SP | 2 – 1 | Flamengo | Nicolau Alayon |
| 22h           |             |       |          |                |

| 22 de janeiro | São Paulo | 2 – 1 | Corinthians | Brunão |
| 22h           |           |       |             |        |

### Grupo 4 São Paulo (Javari e Canindé)/São Bernardo do Campo
| Time         | Pts | J | V (3/2) | E (S/N) | D | GP | GS | SG |
| ------------ | --- | - | ------- | ------- | - | -- | -- | -- |
| Portuguesa   | 8   | 3 | 3 (2/0) | 0       | 0 | 8  | 2  | +6 |
| Santo André  | 3   | 3 | 1 (0/1) | 1 (1/0) | 1 | 1  | 3  | -2 |
| Bahia        | 1   | 3 | 0       | 1 (1/0) | 2 | 2  | 4  | -2 |
| São Bernardo | 1   | 3 | 0       | 2 (1/1) | 1 | 2  | 4  | -2 |

| 17 de janeiro | São Bernardo | 1 – 1 | Bahia | 1 de Maio |
| 15h00         |              |       |       |           |

| 17 de janeiro | Portuguesa | 3 – 0 | Santo André | Canindé |
| 17h00         |            |       |             |         |

| 19 de janeiro | Santo André | 1 – 0 | Bahia | Javari |
| 15h00         |             |       |       |        |

| 19 de janeiro | Portuguesa | 3 – 1 | São Bernardo | Canindé |
| 16h00         |            |       |              |         |

| 21 de janeiro | Santo André | 0 – 0 | São Bernardo | 1 de Maio |
| 15h00         |             |       |              |           |

|  |       | Penalidades |
|  | 6 – 5 |             |

| 21 de janeiro | Portuguesa | 2 – 1 | Bahia | Canindé |
| 15h30         |            |       |       |         |

## Fase final

### Tabela
|  | Semifinais   | Semifinais |   |       | Final          | Final |  |
|  |              |            |   |       |                |       |  |
|  |              |            |   |       |                |       |  |
|  | Goiás        | 1          |   |       |                |       |  |
|  | Portuguesa   | 3          |   |       |                |       |  |
|  |              |            |   |       |                |       |  |
|  |              |            |   |       |                |       |  |
|  |              |            |   |       | Portuguesa     | 4     |  |
|  |              | Grêmio     | 0 |       |                |       |  |
|  |              |            |   |       |                |       |  |
|  |              |            |   |       |                |       |  |
|  |              |            |   |       | Terceiro lugar |       |  |
|  |              |            |   |       |                |       |  |
|  | Grêmio (pen) | 0 (4)      |   | Goiás | 0              |       |  |
|  | São Paulo    | 0 (3)      |   |       | São Paulo      | 3     |  |

### Semi-final
| 24 de janeiro | Grêmio | 0 – 0 | São Paulo |  |
|               |        |       |           |  |

|  |       | Penalidades |
|  | 4 – 3 |             |

| 24 de janeiro | Goiás | 1 – 3 | Portuguesa |  |
|               |       |       |            |  |

### Decisão do 3° lugar
| 26 de janeiro | Goiás | 0 – 3 | São Paulo |  |
|               |       |       |           |  |

### Final[3]
| 26 de janeiro | Portuguesa                                      | 4 – 0 | Grêmio | Estádio do Pacaembu, São Paulo    |
| 16:00         | Dener 10' · Sinval 45' · Tico 72' · Pereira 75' |       |        | Árbitro: Ulisses Tavares da Silva |

- Portuguesa: Paulo Luís; Josias, Souza (Ricardo), Baiano e Romam; Maninho, Dener e Cícero; Tico, Sinval e Pereira. Técnico: Écio Pasca.
- Grêmio: Danrlei; Leonel, Luis Carlos, Grotto e Emerson; Edvaldo (Miguel), Jamir e Mabília; Luciano André, Rubens (Rui) e Alexandre. Técnico: Barata.

## Premiação
| Copa São Paulo de Futebol Júnior de 1991 |
| São Paulo                                |
| ---------------------------------------- |
| PORTUGUESA Campeão (1º título)           |